# LG V系列
LG V系列 是由LG電子製造的高階 安卓 智慧型手機. 定位高於原本的 LG G系列。 第一款LG V系列手機為 LG V10，於2015年9月推出。此系列主打為Hi-Fi DAC 高音質 和 大螢幕的影音平板手機。

## 手機

### LG V10
LG在2015年9月發表LG V10智慧型手機。特別在螢幕右上方設有一個輔助螢幕，還有兩個500萬畫素前置鏡頭(120度廣角)。為MIL-STD-810G軍規防摔。
- 螢幕：主螢幕5.7吋IPS LCD與1440x2560解析度；次螢幕2.1吋160x1040解析度
- 處理器：高通驍龍808
- 儲存空間：32或64GB(可擴充)
- RAM：4GB
- 音效：Sabre ES9018Hi-Fi DAC
- 電池：3000mAh (可拆卸式)

### LG V20
LG在2016年9月發表LG V20智慧型手機。維持前代設計，主螢幕右上方仍然有辅助螢幕，和MIL-STD-810G軍規防摔。 雖然移除掉前置雙鏡頭，LG V20的前鏡頭提升至800萬畫素(135度廣角)。
- 螢幕：主螢幕5.7吋IPS LCD 1440x2560解析度；次螢幕2.1吋160x1040解析度
- 處理器：高通驍龍820
- 儲存空間：64GB(可擴充)
- RAM：4GB
- 音效：Sabre ES9218 32bit Hi-Fi Quad DAC
- 電池：3200mAh (可拆卸式)

### LG V30
LG在2017年8月底發表LG V30智慧型手機。放棄了次螢幕，主螢幕改用18:9比例。也放棄了可拆卸式電池。增加了IP68級別防水和無線充電，機身改用玻璃外觀。
- 螢幕：6吋18:9OLED 1440×2880解析度 OLED / DCI-P3 FullVision
- 處理器：高通驍龍835
- 儲存空間：64GB或128GB(V30+，可擴充)
- RAM：4GB
- 音效：Sabre ES9218P 32bit Hi-Fi Quad DAC
- 電池：3300mAh (不可拆卸式)

### LG V30s ThinQ
LG V30s ThinQ 由LG在2018年2月的巴塞隆納世界行動通訊大會發布，為LG V30的後續機種，記憶體提升到6GB。V30s ThinQ特別之處在於運用了AI深度學習的技術分析拍照場景，提升拍照效果。
- 螢幕：6吋18:9OLED 1440×2880解析度 OLED / DCI-P3 FullVision
- 處理器：高通驍龍835
- 儲存空間：128GB或256GB(V30s+ ThinQ，可擴充)
- RAM：6GB
- 音效：Sabre ES9218P 32位元 Hi-Fi Quad DAC
- 電池：3300mAh (不可拆卸式)

### LG V40 ThinQ
LG V40 ThinQ 由LG電子於2018年10月推出。本機特點為五鏡頭設計，Meridian Audio親自調音，配備RAS技術的Boombox揚聲器,DTS:X環迴立體聲效及Google 助理專用鍵等。
- 螢幕：6.4吋19.5:9 FullVision OLED 1440×3120解析度，支援Dolby Vision, HDR10
- 處理器：高通驍龍845
- 儲存空間：64/128GB,可透過Micro SD 卡擴充至512GB
- RAM：6GB
- 音效晶片:32bit Hi-Fi Quad DAC
- 電池：3300mAh（不可拆卸式）
- MIL-STD-810G 防跌驗證
- IP68 防水防塵驗證

### LG V50 ThinQ
由LG在2019年2月24日的巴塞隆納世界行動通訊大會2019推出，在外觀上延續V40設計。為了與折疊式智能手機競爭，提供了一個名為「LG DualScreen」的外殼配件，其中包含第二個6.2英寸1080p顯示面板供雙屏配件之用。通過電話上的Pogo Pin連接器供電，但可以進行無線通信。
- 螢幕：P-OLED 6.4吋1440x3120解析度，支援Dolby Vision, HDR10
- 處理器：高通驍龍855
- 儲存空間：128GB,可透過Micro SD 卡擴充至512GB
- RAM:6GB
- 電池：4000mAh（不可拆卸式）
- MIL-STD-810G 防跌驗證
- IP68 防水防塵驗證

LG在同年10月推出LG V50S ThinQ(又名LG G8X）。配置大致上與V50差不多。但屏幕從1440P換成了1080P，也從劉海屏換成了水滴屏的設計。後面也從三顆攝像頭換成了雙攝。

### LG V60 ThinQ
由LG在2020年2月28日線上推出，正面采用了水滴屏的設計。後面則配置了三顆攝像頭。配色方面則配有了藍色與白色的方案。
- 螢幕：P-OLED 6.8吋1080x2460解析度，支援HDR10+
- 處理器：高通驍龍865
- 儲存空間：128GB/256GB,可透過Micro SD 卡擴充至512GB
- RAM:8GB
- 音效晶片：32bit Quad DAC
- 電池：5000mAh（不可拆卸式）
- MIL-STD-810G 防跌驗證
- IP68 防水防塵驗證

## 其他版本
- LG V34(日本/防水版V20)（注：這個版本的電池不可拆卸）